# Đilasismo

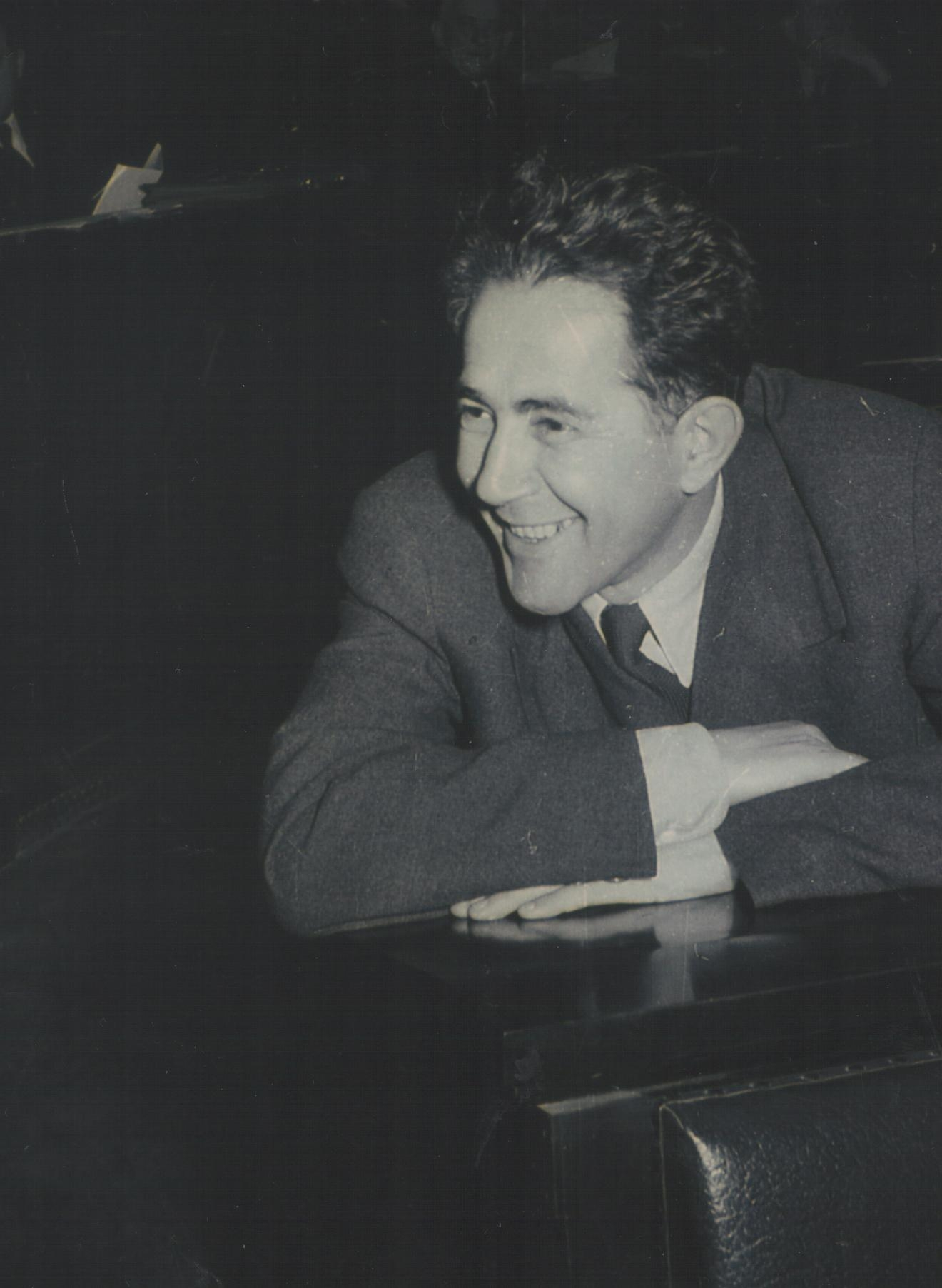
Milovan Đilas, 1950

O Đilasismo ou Djilasismo refere-se à política comunista iugoslava da influência do comunista iugoslavo Milovan Đilas. 

## Teoria
O Đilasismo surgiu como uma ruptura com o titoísmo do governo iugoslavo de Josip Broz Tito.  Đilas publicou artigos no Borba em 1950, intitulado coletivamente Savremene teme (“Tópicos modernos”), expressando suas ideias sobre o caminho socialista da Iugoslávia e suas críticas à União Soviética.  Na análise de Đilas sobre a URSS, ele argumentou que o sistema estatal totalitário stalinista é inerentemente imperialista e capitalista de estado.  Alguns membros da liderança do SKJ consideraram estes artigos como “heresias”.  Vários membros do Comitê Central do SKJ concordavam com as ideias de Đilas e, durante investigações políticas posteriores, um deles até confessou que havia "escrito um artigo propagando o djilasismo".  Đilas criticou a burocracia como a "classe privilegiada", onde a fonte desse privilégio vinha de seu absolutismo e usaria a repressão ideológica para preservar esse privilégio.  Ele também acreditava que o partido e o estado deveriam ser entidades separadas e, juntamente com Edvard Kardelj, que com o tempo a oposição política seria permitida à medida que o estado e o partido definhassem. 

## Uso pejorativo
A palavra era frequentemente usada como pejorativa, inclusive por Tito, enquanto o próprio Đilas negava pessoalmente que tal ideologia existisse. 
Várias publicações foram suprimidas e jornalistas presos sob a alegação de que eram "Đilasistas". Estas incluíam as revistas Beseda editada por Ivan Minatti e Revija 57 editada por Veljko Rus. 